# Daduco
Il Daduco (in greco antico: δᾳδοῦχος? ("tedoforo"), da δᾶις+ἔχω) è un epiteto di Artemide, e in particolare di Demetra che cerca la figlia perduta (Persefone) con una torcia. Era anche un epiteto di Ecate, una dea spesso associata alle torce. Questo titolo era attribuito nell'isola di Rodi, in Grecia. Era anche il titolo del secondo sacerdote subito dopo lo Ierofante nel culto dei Misteri eleusini, un ufficio ereditato da diverse famiglie di Atene.